# Мой шаг
Альянс «Мой шаг» (арм. «Իմ Քայլը» դաշինք) — бывший политический альянс, образованный партиями «Гражданский договор», «Миссия» и различными представителями гражданского общества. Он был образован в августе 2018 года, перед выборами в Ереванский городской совет 2018 года. Альянс распался в мае 2021 года после объявления о том, что партия «Гражданский договор» будет независимо участвовать в парламентских выборах 2021 года в Армении. Лидером альянса являлся премьер-министр Армении Никол Пашинян.

## История
23 сентября 2018 года альянс принял участие и победил на выборах мэра Еревана с Айком Марутяном в качестве кандидата в мэры и получил 57 мест из 65 в мэрии Еревана.
Альянс баллотировался на парламентских выборах в Армении в 2018 году. Они получили 88 из 132 мест, получив подавляющее большинство в Национальном собрании.
Альянс распался в мае 2021 года после объявления о том, что партия «Гражданский договор» будет независимо участвовать в парламентских выборах 2021 года в Армении.

## Состав
| Сторона             | Лидер          |
| Гражданский договор | Никол Пашинян  |
| Миссия              | Манук Сукиасян |

## Результаты выборов

### Парламентские выборы
| Выборы | Голоса  | %     | Кресла    | Позиция   | Правительство |
| ------ | ------- | ----- | --------- | --------- | ------------- |
| 2018   | 884 456 | 70,43 | 88 из 132 | 1-е место | Правительство |

### Местные выборы

#### Выборы ереванского городского совета
| Выборы | Кандидат в мэры | Голоса  | %       | Места в городском совете |
| ------ | --------------- | ------- | ------- | ------------------------ |
| 2018   | Айк Марутян     | 294 109 | 81,06 % | 57 из 65                 |